# Karl Kritz
Karl Kritz (* 18. Oktober 1906 in Wien, Österreich-Ungarn; † 17. Dezember 1969 in Syracuse) war ein austroamerikanischer Dirigent.

## Leben
Karl Kritz wurde am 18. Oktober 1906 in Wien als Sohn von Josef und Leopoldine Kritz geboren. Sein Vater war Schneidermeister. Karl wurde katholisch getauft.
Kritz’ musikalische Ausbildung begann als Wiener Sängerknabe. Ab dem elften Lebensjahr erhielt er Unterricht an der staatlichen Wiener Musikakademie, der durch ein Klavier- und Dirigierstudium beim Direktor Franz Schmidt fortgesetzt wurde. Während seines zehnjährigen Studiums war Kritz Mitglied des Akademie-eigenen Graf-Kurz-Quartetts.
Ab 1927 war Kritz Korrepetitor am Stadttheater Fürth, damals noch Städtisches Theater Nürnberg-Fürth. 1928 war er in derselben Position tätig und wurde im Deutschen Bühnen-Jahrbuch der Genossenschaft Deutscher Bühnen-Angehöriger erstmals als Karl Kritz geführt. 1934 war er wiederum am Stadttheater Fürth als Kapellmeister tätig, 1935 als Korrepetitor an der Berliner Staatsoper.
1937 migrierte Kritz in die Vereinigten Staaten. Er bereiste das Land für ein Jahr und ließ sich dann in New York nieder, wo er als Gesangslehrer arbeitete. 1939 war er regelmäßig als Pianist in aus dem Mecca Temple übertragenen Rundfunkkonzerten zu hören. Im Dezember 1941 wurde er musikalischer Direktor des Alumni Orchestra am neueröffneten Concert Theatre am Broadway. Im März 1943 begleitete er die Kontra-Altistin Janet Fairbank in der Carnegie Recital Hall bei der Uraufführung von John Cages Komposition The Wonderful Widow of Eighteen Springs für Gesang und Piano.
1944 wurde er von der Metropolitan Opera als Kapellmeister angestellt. Als selbständiger Gesangslehrer trainierte er zu dieser Zeit unter anderem die Metropolitan-Opera-Sänger Stella Roman, Robert Weede und Jan Peerce. Am 5. Februar 1945 erhielt Kritz die US-Staatsbürgerschaft. 1946 wechselte er bei seinem Arbeitgeber in die Position des Assistenzdirigenten, die er bis 1949 beibehielt. Chefdirigent war er lediglich vertretungsweise für Fritz Busch bei einer Aufführung der Hochzeit des Figaro im Februar 1949 sowie 1946 im Rahmen von Aufführungen von Hänsel und Gretel für die Metropolitan Opera Guild. 1949 wurde er Leiter des „Opera Workshop“ der Texas Christian University in Fort Worth. Von 1949 bis 1953 war er Generalmusikdirektor der Fort Worth Opera.
1953 wurde Kritz in Pittsburgh, wo er bereits als musikalischer Direktor der Pittsburgh Civic Light Opera tätig war, als Assistenzdirigent des Pittsburgh Symphony Orchestra engagiert; in leitender Funktion war er zeitgleich für das kleinere Orchester Pittsburgh Sinfonietta tätig. Zusätzlich leitete er den „Opera Workshop“ des Carnegie Institute of Technology und strukturierte die Pittsburgh Civic Light Opera für die Aufführung von Musicals um. 1954 wurde er zum Associate Conductor des Pittsburgh Symphony Orchestra ernannt. In den Folgejahren war er temporär unter anderem als Dirigent für das War Memorial Opera House in San Francisco tätig. Von 1954 bis 1962 war er musikalischer Direktor des Pittsburgh Youth Symphony Orchestra. Als Gastdirigent dirigierte er in den 1950er- und 1960er-Jahren unter anderem das Chicago Symphony Orchestra, das Winnipeg Symphony Orchestra, an der Cincinnati Summer Zoo Opera, für die Deertrees Opera Company, an der Toledo Light Opera, der Connecticut Opera, der Colorado Central City Summer Opera, der Canton Civic Opera, für die Los Angeles Light Opera Company und die San Francisco Light Opera Company. 1960 dirigierte er auf Einladung das Münchner Rundfunkorchester.
1961 bot die Grifford Foundation in Syracuse Kritz ein Budget von 50.000 US-Dollar (umgerechnet auf 2020 ca. 430.000 US-Dollar) an, um mit dem Syracuse Symphony Orchestra ein neues Orchester zu gründen und zu leiten. Kritz nahm an und im November 1961 seine neue Tätigkeit auf. Sein Engagement in Syracuse unterbrach er lediglich 1968 für ein Gastspiel in Bukarest, wo er auf Einladung seines Freundes Mihai Brediceanu in der Opera Națională București dirigierte.
Am 11. Dezember 1969 erlitt Kritz während eines von ihm dirigierten Konzerts mit dem Syracuse Symphony Orchestra (und Itzhak Perlman als Solist) einen Herzinfarkt. Er beendete das Konzert nach einer Pause, wurde dann aber in das Crouse Hospital in Syracuse eingeliefert, wo er am 17. Dezember 1969 verstarb. Er wurde auf dem Oakwood Cemetery in Syracuse beigesetzt. Er hinterließ seine Frau Gloria, die als Choreographin tätig war und 1991 starb, und zwei Kinder, Susan und Eric. Kritz’ Freund Brediceanu übernahm für die folgenden zwei Jahre die musikalische Leitung des Syracuse Symphony Orchestra, bis sich mit Frederik Prausnitz ein Nachfolger für Kritz fand.

## Rezeption
1970 stiftete das Merola Opera Program in San Francisco den jährlich verliehenen „Karl Kritz Memorial Award“ für Nachwuchstalente im Bereich klassische Musik.

## Aufnahmen (Auszug)
- 1940: Angel’s Serenade (Single von James Melton, Klavierbegleitung, Victor Red Seal)
- 1944: Water Boy (Single von Norman Cordon, Klavierbegleitung, Radio Corporation of America)
- 1958: The World’s Most Beautiful Waltzes (Dirigent, Colortone)
- 1969: The Great Waltz (Musical, musikalische Leitung, Capitol Records)